# Майдер, Владимир
Владимир Майдер (хорв. Vladimir Majder; 1911, Сисак — 1943, Оточац) — югославский хорватский партизан еврейского происхождения, участник Гражданской войны в Испании и Народно-освободительной войны Югославии; офицер разведки Испанской республиканской армии и Народно-освободительной армии Югославии.

## Биография
Родился в 1911 году в Сисаке. Окончил среднюю школу в Сисаке, после поступил в Загребский университет на медицинский факультет. С юного возраста член коммунистического движения, состоял в Союзе коммунистической молодёжи Югославии: в 1932 году принят в Коммунистическую партию Югославии. Многократно ездил в родной город и активно продвигал там партийную идеологию, стал фактически курьером и создал линию связи между ячейками компартии в Загребе и Сисаке. В 1935 году по заданию партии отправился на обучение в СССР.

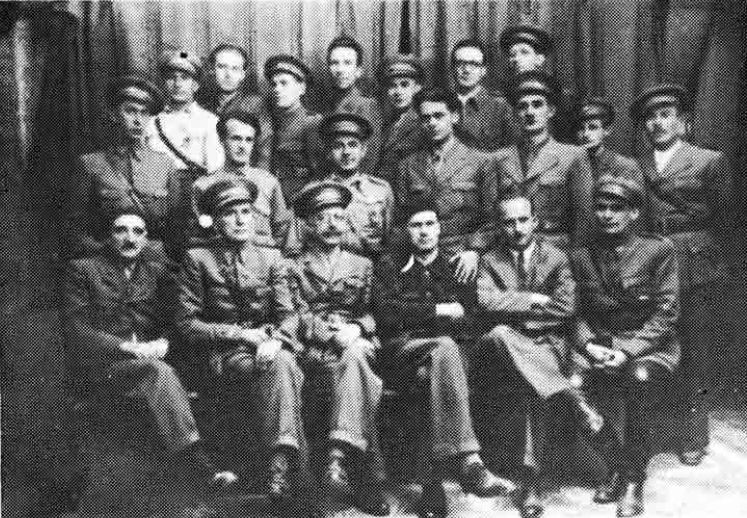
Югославские офицеры в Испании. Майдер в верхнем ряду третий слева

В 1936 году после начала гражданской войны в Испании Майдер стал одним из первых добровольцев, отправившихся помогать республиканцам. Он был сначала секретарём политотделения Балканской роты 12-й интербригады, позднее стал офицером разведки. Прошёл всю войну, после окончания войны был интернирован во Францию, где содержался в концлагере. Сбежал из концлагеря в августе 1942 года и выбрался в оккупированную немцами Хорватию.
Прибыв на родину, Майдер вступил в партизанское движение. Он был офицером разведки в 3-й хорватской оперативной зоне, а позднее и в штаб-квартире НОАЮ в Хорватии . В июне 1943 года он заболел тифом, от которого и скончался в Оточаце.
В память о нём средней школе в Сисаке было присвоено имя Владимира Майдера.